# 颱風天鴿
颱風天鴿（國際編號：1713，聯合颱風警報中心：WP152017，菲律賓大氣地球物理和天文服務管理局：）是2017年太平洋颱風季第13個被命名的熱帶氣旋。「天鴿」（日語：ハト，國際音標：[ha̠to̞]）一名由日本提供，意為南天星座的天鸽座。此名稱乃首次使用，取代2011年重創菲律賓後遭除名的「天鷹」，然而「天鴿」此名僅使用一次，即因在2017年珠江三角洲一帶造成災難性破壞，被中國大陸在隔年第50屆颱風委員會年會申請退役，並在次年第51屆颱風委員會會議中通過由「山貓」替代，意指天貓座。
天鴿在2017年8月中下旬形成，結束西北太平洋熱帶氣旋活動的短暫寂靜，且由於數值預報模式連續多報預測會對華南沿岸構成較大影響，因此風暴未形成便引起香港氣象愛好者的熱烈討論以至傳媒炒作。天鴿其後在南海東北部爆發增強為一股成熟的颱風，並以巔峰強度在珠江三角洲大肆破壞，導致香港天文台和澳門氣象局分別需要發出5年來及懸掛18年來首次十號熱帶氣旋警告信號。天鴿不但帶來極具破壞性的風力，導致澳門境內錄得破紀錄的持續風速，而且其風暴潮疊加天文大潮更引致珠江口地區多處嚴重水浸，珠海和澳門的災情尤其嚴峻，成為該兩地超過半個世紀最慘重的風災，澳門氣象局更被狠批預報嚴重失誤，局長馮瑞權於風災翌日下台，隨後連同副局長梁嘉靜被澳門廉政公署和澳門行政長官成立之風災專案委員會調查證實違紀，遭受澳門政府紀律處分；然而馮瑞權卻於請辭後申請退休獲批，使其處罰按機制大大減輕，再次激發民憤。

## 發展過程

### 連續多報預料生成
經歷2017年7月多個熱帶氣旋在「季候風渦旋」（或稱「季風環流圈」）內接連生成後，西北太平洋受副熱帶高壓脊支配，令該區低氣壓活動陷入接近1個月的寂靜。然而電腦數值預報模式之兩大權威——歐洲中期天氣預報中心和美國「全球預報模式」，均在8月中預測隨後一兩星期副熱帶高壓脊將北移，令西北太平洋重新進入熱帶氣旋活躍期，且連續多報預計有一熱帶氣旋會明顯威脅華南沿岸。這個預報中的低壓區於8月18日在硫磺島西南方海域生成，美國海軍研究實驗室在下午1時半給予熱帶擾動編號93W，聯合颱風警報中心在19日上午10時對此低壓系統在24小時內形成為熱帶氣旋的機會評為「低」。而臺灣中央氣象局率先在下午2時把該系統升為熱帶性低氣壓，6小時後日本氣象廳跟隨，此外聯合颱風警報中心在晚上10時把上述評級跳過「中」而直接升為「高」，同時發佈熱帶氣旋形成警報。當時電腦數值預報運算結果顯示，此系統將進一步發展，並採取偏西路徑，循呂宋海峽或巴士海峽或臺東縣及南臺灣進入南海東北部，移向華南沿岸，但最終登陸點變數甚大，西至廣東西部近雷州半岛一帶，東至廣東東部、福建南部交界。
該系統雖則結構鬆散和有多中心情況，但螺旋性漸增，日本氣象廳在20日凌晨3時25分對此熱帶低氣壓發佈烈風警告，表示系統在隨後一日內有機會增強為熱帶風暴；香港天文台則在凌晨4時45分表示「位於呂宋以東海域的低壓區正逐漸增強，一個熱帶氣旋似乎在形成中」；聯合颱風警報中心亦於上午11時把此系統升為熱帶低氣壓，給予熱帶氣旋編號15W，香港天文台在45分鐘後跟隨。由於垂直風切變減弱，加上達攝氏30度的炎熱海水，該熱帶低氣壓繼續有對流爆發，中國國家氣象中心在下午2時35分率先把該熱帶低氣壓升為熱帶風暴，日本氣象廳到35分鐘後（下午3時10分）亦緊接把該系統升為熱帶風暴，並命名為天鴿，給予國際編號1713，不久後臺灣中央氣象局亦把天鴿升格為輕度颱風；香港天文台則直至21日凌晨3時半才把天鴿升為熱帶風暴。

### 環流重整急劇增強

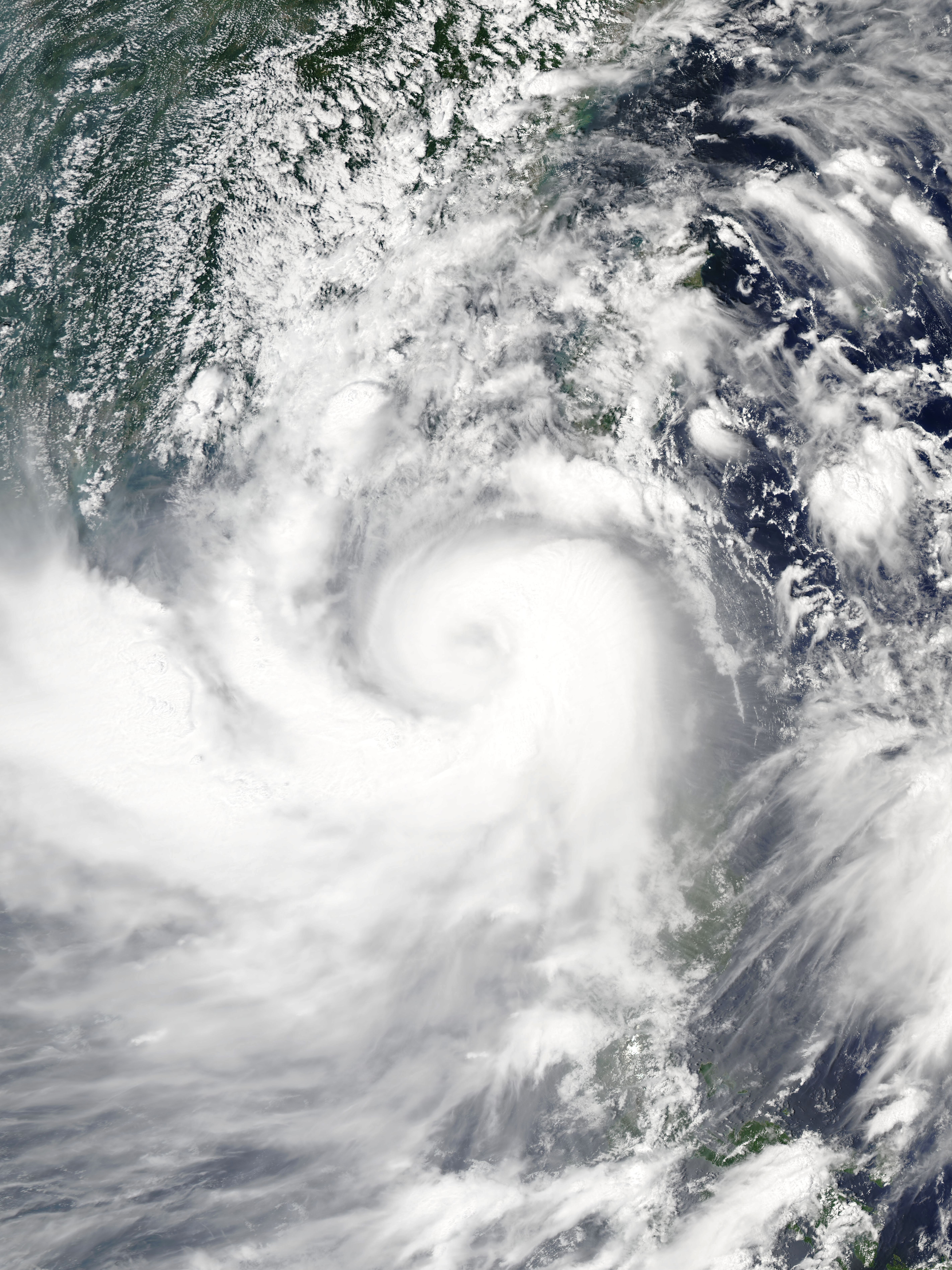
天鴿在8月22日下午發展出雲捲風眼。

當日數值預報顯示天鴿移向廣東東部的機會較高，但實際登陸位置，以至會否掠過臺灣仍有不確定性，這亦反映在各官方部門的預測路徑上，初期各官方部門的預測會橫過巴士海峽及在廣東東部登陸。入夜後天鴿附近的垂直風切變稍為加強，令系統的低層環流中心變得暴露，深層對流向西南切離，且形成新中心並出現環流重整，取代已暴露和逐漸減弱的原有中心。聯合颱風警報中心在當晚率先重新定位至深層對流內的新中心，受太平洋強盛副熱帶高壓脊引導下，在北緯20度附近大致向西移動，同時把預測路徑向西調整至珠江口以東沿岸；中國國家氣象中心和日本氣象廳到翌日亦因應天鴿的環流重整過程變得顯而易見，陸續修正定位，及採納聯合颱風警報中心之直指大鵬半島的路徑。香港天文台亦在稍後時間把預測路徑由在香港以東登陸逐步調整至在香港以西登陸。受環流重整和副熱帶高壓脊西南部短暫出現弱點影響，天鴿在21日向西緩慢移動，晚上更一度出現偏西南路徑。
由於太平洋副熱帶高壓脊強盛，令天鴿採取更偏西移動，歐洲中期預報中心和美國全球預報模式雙雙報出天鴿橫過呂宋海峽及直指珠江口以西一帶的運算結果，22日早上各氣象部門均把預測路徑進一步向西調整，預計登陸珠江口以西一帶。天鴿在22日凌晨恢復以時速約25公里西移，橫過呂宋海峽，早上移入南海東北部。此時天鴿附近的垂直風切變減弱，加上自7月下旬的熱帶氣旋洛克後，南海東北部整個月無熱帶氣旋活動，呂宋海峽及南海東北部海水溫度超過30度，相當有利天鴿迅速發展。而且天鴿環流較細小，這類熱帶氣旋一般增強速度較快，結果天鴿急劇增強，打開極地方向流出，發展出中心密集雲團和「雲捲風眼」。中國國家氣象中心在早上8時10分把天鴿升為強熱帶風暴，而香港天文台在上午11時45分跟隨升格強烈熱帶風暴，日本氣象廳在下午2時50分亦跟隨香港，港日兩地在升格後將其中心最高持續風速一舉上調至強烈熱帶風暴上限。衞星雲圖顯示天鴿的中心逐漸出現風眼的結構，中國國家氣象中心和香港天文台分別在下午3時10分及45分把天鴿升為颱風，分別只與上一次升級相隔7小時和4小時。不久後聯合颱風警報中心亦在下午5時作出此項升格，臺灣中央氣象局則在下午5時半把天鴿升為中度颱風，但日本氣象廳延至晚上11時40分才把天鴿升為颱風。

### 巔峰直襲珠江口
當晚天鴿曾再度減速移動，至23日凌晨開始穩定採取西北偏西路徑，再次恢復時速25公里，直逼珠江口以西一帶，其風眼在雷達圖上清晰可見，眼壁雖有缺口但漸變渾圓，顯示天鴿強度仍在上升。香港天文台雷達疊加閃電位置圖顯示其東南眼壁出現非常強烈的對流和頻密閃電，估算雲頂高度超過16公里，直達對流層頂部，顯示天鴿極有可能發展出「熱塔」導致進一步爆發增強；而美國國家海洋及大氣管理局海溫圖亦顯示，南海東北部海水相當炎熱，水溫達攝氏32度，較正常高4度，配合垂直風切變微弱、低層輻合和高空輻散都甚佳的優良環境，非常有利天鴿強度大幅提升。中國國家氣象中心和香港天文台先後在早上6時正及8時15分把天鴿進一步升為強颱風。天鴿在珠江口對開海域掠過，中國國家氣象中心表示天鴿於中午12時50分在廣東省珠海市金湾区登陸，澳門氣象局則認為下午1時前後登陸珠海市。登陸時天鴿的風眼變為「雲塞風眼」，再於隨後一兩小時內被填塞，顯示天鴿巔峰時期已過，強度開始回落，中國國家氣象中心在下午3時05分把天鴿降為颱風，香港天文台下午3時45分跟隨降格。
天鴿移入廣東西部，天鴿環流較為細小，這類熱帶氣旋一般增強及減弱較快，結果天鴿迅速減弱，其中心密集雲團在地形磨蝕下崩解，聯合颱風警報中心在尚未降格為熱帶風暴的情況下，已於下午5時對天鴿發出最後警報；中國國家氣象中心在下午6時正把天鴿降為強熱帶風暴，香港天文台在45分鐘後亦把天鴿降為強烈熱帶風暴，日本氣象廳在晚上8時50分亦跟隨降格，不久後臺灣中央氣象局把天鴿降為輕度颱風。晚上天鴿移入廣西，強度繼續急降，中國國家氣象中心和香港天文台先後在晚上10時05分及11時15分把天鴿降格為熱帶風暴。受活躍西南季候風供應水汽支援，天鴿在24日橫過廣西時，減弱速度放緩。中國國家氣象中心、日本氣象廳、香港天文台與臺灣中央氣象局分別直至下午2時10分、下午2時40分、4時正與下午5時才把天鴿降為熱帶低氣壓。傍晚天鴿進入雲南，水汽供應被切斷，天鴿開始失去深層對流，低層環流中心變得難以辨認，中國國家氣象中心在晚上8時宣佈對天鴿停止編號，香港天文台、臺灣中央氣象局分別直至晚上11時15分、翌日（25日）凌晨5時把天鴿降為低壓區。天鴿的殘餘低壓區此後繼續深入內陸，為雲南、四川帶來大雨。

### 事後調整
由於香港南面的黃茅洲遭受天鴿的風眼橫掃，事後核實在天鴿眼壁掠過期間錄得最高10分鐘平均風速達每秒70.9米（約每小時255公里），經折算為海平面風速後仍達每小時185公里，因此香港天文台於事隔2個月後，在10月25日正式公佈的天鴿報告中，把天鴿從強颱風補升為超強颱風，於8月23日上午11時的接近中心最高持續風速向上修訂為每小時185公里，同時亦把天鴿加強為強烈熱帶風暴的時間提前至8月22日早上8時。這次事後上調強度標誌著天鴿是香港天文台採用新熱帶氣旋分級制度下，繼2014年颱風威馬遜後第二個於南海上空增強至超強颱風的熱帶氣旋。而中國國家氣象中心在2018年5月1日發佈的「2017年熱帶氣旋最佳路徑數據」中，亦把天鴿的強度向上修訂為超強颱風，接近中心最高持續風速從每秒48米（每小時175公里）上調至每秒52米（每小時185公里），並把天鴿的中心氣壓下調至930百帕斯卡。但日本氣象廳反而把天鴿的巔峰強度由80節（每小時150公里）下調至75節（每小時140公里），同時亦把天鴿的中心氣壓上調至965百帕斯卡。
另外，雖然澳門氣象局在天鴿報告中表示，天鴿在8月23日中午11時至12時達到最強，中心氣壓945百帕，近中心最高風力達每小時165公里。但後來澳門氣象局局長梁永權於2020年颱風海高斯吹襲澳門期間，亦把天鴿強度由強颱風補升為超強颱風。海高斯吹襲澳門後，氣象局仍在新聞報導中繼續將天鴿定強為超強颱風。

## 影響

### 臺灣
| 彭佳嶼 · 14.8 m/s板橋 · －鞍部 · 9.1 m/s竹子湖 · 2.6 m/s淡水 · 4.8 m/s基隆 · 5.6 m/s臺北 · 6.7 m/s新屋 · －新竹 · 5.5 m/s宜蘭 · 5.8 m/s蘇澳 · 8 m/s花蓮 · 8.4 m/s成功（新港） · 8.6 m/s臺東 · 6.1 m/s大武 · 9.2 m/s蘭嶼 · 25.6 m/s臺中 · 2.7 m/s梧棲 · 10.3 m/s日月潭 · 2.8 m/s阿里山 · 3.4 m/s嘉義 · 2.9 m/s玉山 · 15.1 m/s臺南 · 7.1 m/s高雄 · 10.7 m/s恆春 · 8.2 m/s澎湖 · 7.8 m/s東吉島 · 12.7 m/s金門 · 6.6 m/s馬祖 · 7.3 m/sclass=notpageimage\| 中華民國交通部中央氣象署署屬氣象測站測得最大持續風力。圖例： · 無數據 · 測得5級風或以下 · 測得6至7級風 · 測得10至11級風 | 彭佳嶼 · 21.8 m/s板橋 · －鞍部 · 23.5 m/s竹子湖 · 11.6 m/s淡水 · 16.1 m/s基隆 · 13.1 m/s臺北 · 16 m/s新屋 · －新竹 · 14.7 m/s宜蘭 · 13.5 m/s蘇澳 · 16.3 m/s花蓮 · 15.3 m/s成功（新港） · 18.1 m/s臺東 · 14.9 m/s大武 · 19.8 m/s蘭嶼 · 43.4 m/s臺中 · 6.1 m/s梧棲 · 19.8 m/s日月潭 · 6.5 m/s阿里山 · 8 m/s嘉義 · 7.1 m/s玉山 · 30.9 m/s臺南 · 12.5 m/s高雄 · 18.6 m/s恆春 · 19.9 m/s澎湖 · 15.9 m/s東吉島 · 18.6 m/s金門 · 16.1 m/s馬祖 · 15.3 m/sclass=notpageimage\| 中華民國交通部中央氣象署署屬氣象測站測得最大陣風。圖例： · 無數據 · 測得5級風或以下 · 測得6至7級風 · 測得8至9級風 · 測得10至11級風 · 測得12至15級風 |

當地發佈之颱風警報：海上陸上颱風警報
由於天鴿形成並接近臺灣東南方海面，8月20日上午9時40分，當天鴿位於鵝鑾鼻之東南東約880公里時，交通部中央氣象局發佈熱帶性低氣壓特報。氣象局預計天鴿在21日到22日影響臺灣最為劇烈。隨著天鴿加強為輕度颱風，氣象局解除熱帶性低氣壓特報，並表示考慮在當晚至翌晨轉發颱風警報。當晚11時半，當天鴿移至鵝鑾鼻之東南東約570公里時，氣象局發布海上颱風警報。8月21日下午2時半，天鴿移至鵝鑾鼻之東南東約380公里時，氣象局對臺東縣（含蘭嶼、綠島）、屏東縣（含恆春半島）發布陸上颱風警報。隨著天鴿逐漸影響臺灣，交通部公路總局於21日上午9時成立應變小組，針對台9線南迴公路金崙－香蘭段、台20線南橫公路及台23線東富公路等路段進行巡查或預警性封路，氣象局提醒沿海和低窪地區應嚴防淹水、海水倒灌。此外氣象局亦發布豪雨特報，指出花東地區及屏東會出現大豪雨特報，另外多個縣市亦會受大雨影響，警告民眾需慎防坍方、落石和土石流，遠離海邊、山區及河川。
受到天鴿的外圍下沉氣流影響，北臺灣普遍出現高溫，新竹都會區錄得最高氣溫攝氏37度，福建省金門縣亦出現35.9度高溫。蘭嶼及綠島的交通船業者在21日凌晨2時起開始疏散旅客返回臺灣本島，至中午12時綠島交通船來回各開出7船班，載回1950人；蘭嶼則來回各4船班，疏運969名遊客。下午4時，臺東往返綠島、蘭嶼的客輪，共開出20個航次，5000多名旅客撤退，但仍有近500人滯留，小琉球共有7000多名旅客撤離，翌日船班全數取消。在各界開始疏散旅客的同時，中華民國國防部開設二級國軍災害應變中心，主持國防部災防整備會議。同時國軍第四作戰區召集作戰區內各災防分區及相關重要幹部實施防災整備指導。

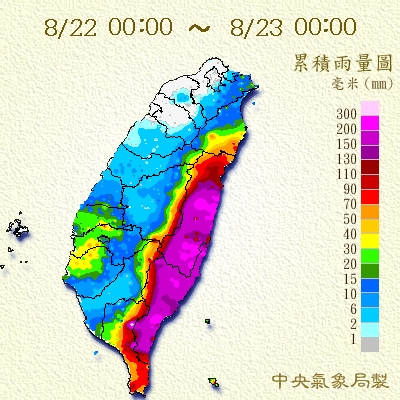
天鴿在臺灣地區之總雨量圖（8月22日—23日）

中央氣象局表示，天鴿外圍環流已開始影響東臺灣，蘭嶼在21日早上測得13級陣風。氣象局在晚上8時半把陸上警戒範圍擴大至高雄市。而此同時，交通部航港局表示受天鴿影響，21日共有2航線，計3航班停駛，並於翌日異動航線，預估共有13航線，計86班次停航，此外南迴線在22日上午一度停駛，由於天鴿的移動路徑偏南，暴風圈僅擦過恆春半島，氣象局表示高雄及台東的颱風警戒區已解除。天鴿於22日凌晨5時最接近臺灣本島，在鵝鑾鼻以南約120公里掠過。因暴風圈脫離臺灣本島，氣象局在天鴿位於鵝鑾鼻之西南約170公里時，於上午11時半解除陸上颱風警報。公路總局表示22日共有102條公路客運全線停駛。受到天鴿外圍環流影響，經濟部水利署針對臺東縣金峰鄉發布一級淹水警戒，更對太麻里鄉及達仁鄉發布二級淹水警戒。天鴿雖加強為中度颱風，但由於天鴿的暴風圈離開臺澎金馬100公里的近海，氣象局在天鴿移至東沙群島以東約90公里時，於下午5時半解除所有颱風警報。颱風警報雖已解除，但臺東受到天鴿的「回南」影響而持續下大雨，氣象局針對花東地區及台中以南的縣市發布豪雨特報，直至23日上午9時40分針對臺東縣、屏東縣發布大雨特報。而受到天鴿的外圍環流影響，臺東市及南迴地區亦有大雨，時雨量超過65毫米，造成臺東市多處道路積水。台灣航業表示，台華輪因受天鴿所導致的海象不佳而在23日晚間停駛，氣象局也提醒廣東海面航行及作業船隻應特別注意海象狀態。

### 菲律賓
當地發出之最高風暴信號：二號風暴信號
天鴿形成後向呂宋海峽推進，威脅巴丹群島，菲律賓大氣地球物理和天文服務管理局在8月20日上午11時發出一號風暴信號，當時天鴿集結在巴士古以東約735公里。因應天鴿逐漸增強，當局在隔日凌晨5時發出二號風暴信號，當時天鴿移至巴士古以東約440公里。天鴿引進的西南季候風為當地帶來狂風暴雨。由於天鴿逐漸遠離，大氣地球物理和天文服務管理局在22日上午11時除下二號風暴信號，當時天鴿移至巴士古以西約220公里，在6小時後解除所有風暴信號，當時天鴿移至巴士古以西約395公里。

### 香港
- 當地發出之最高熱帶氣旋警告信號： 十號颶風信號
- 最接近當地時間：2017年8月23日上午10時[46]
- 最接近當地位置：香港天文台總部之西南偏南約60公里（正面吹襲）[46][86][注 13]

### 澳門
- 當地懸掛之最高熱帶氣旋信號：  十號風球
- 當地發出之最高風暴潮警告：黑色風暴潮警告
- 最接近當地時間：2017年8月23日中午12時[86]
- 最接近當地位置：澳門氣象局總部之西南偏南約25公里[86][注 14]

### 中國大陸
當地發佈之最高颱風預警信號： 颱風紅色預警信號

8月23日，天鴿在珠海登陸時的色調強化紅外線衛星動畫 （美國國家海洋暨大氣總署提供）

由於天鴿逐漸威脅華南沿海，中國國家氣象中心在21日早上6時發佈颱風藍色預警信號，當時天鴿位於鵝鑾鼻之東南偏東約395公里。半日後國家氣象中心在下午6時發佈颱風黃色預警信號，當時天鴿集結在鵝鑾鼻之東南偏東約320公里。隨著天鴿移入南海東北部，並對廣東沿岸構成威脅，國家氣象中心在22日早上6時發佈颱風橙色預警信號，當時天鴿移至珠海之東南偏東約810公里。國家氣象中心在23日早上6時發佈颱風紅色預警信號，當時天鴿移至珠海之東南偏東約200公里。下午12时50分，天鸽在珠海市金湾区登陸，登陆时中心附近最大风力达每秒45米（每小时162公里）。由於天鴿減弱為強熱帶風暴，國家氣象中心在同日下午6時20分改發颱風橙色預警信號，當時天鴿位在广东阳春，隨著天鴿的威力漸弱，國家氣象中心在翌晨6時改發颱風藍色預警信號，當時天鴿位在广西南宁。过境广西时，北流市隆盛镇遭受龍捲風袭击，造成5人受伤，部分设施、房屋、树木倒塌受损。
天鴿影響期間，廣東和广西各有27.9萬人和12.8萬人要撤離，廣東、廣西及海南分別有40856、10362和347艘出海渔船回港避風，而廣東中山有兩人不敵強大的風力而罹難，深圳有6人因風暴受傷。广铁集团宣布8月23日广珠城际、广佛肇城际、莞惠城际、南广高铁所有高铁列车全日停运，广深动车组、广深铁路普速线、广深港高铁、厦深铁路管内、所有进港列车、京九铁路管内及广茂铁路所有列车日间停运。南宁铁路局、上海铁路局、南昌铁路局、武汉铁路局、成都铁路局、哈尔滨铁路局等受台风影响的车次也被停运或更改始发终到站。福建、廣東、廣西、貴州及雲南五省受颱風天鴿影響，共計74.1万人受灾、11人遇難（其中廣東佔9人），另有一人失蹤，直接经济损失121.8亿元人民幣。网上流传珠海高新区仁恒滨海半岛输油管爆裂，虽然珠海和澳门充斥汽油味道，但珠海市政府发布微博辟谣称经高新区安监局核查，没有泄露情况，而澳门政府亦表示经消防局探测，没有发现可疑气体。

### 越南
儘管天鴿在越南北方掠過，但在老街省引發強降雨及龍捲風，沙垻縣有754棟房屋受損。強風導致大約90公頃的農作物受災，其中包含37公頃的玉米。天鴿在越南造成1死1傷及319億越南盾的損失。

## 熱帶氣旋警告使用紀錄

### 臺灣
| 交通部中央氣象局 天氣警特報 | 交通部中央氣象局 天氣警特報 | 交通部中央氣象局 天氣警特報 |
| --------------------------- | --------------------------- | --------------------------- |
| 上一熱帶氣旋                | 熱帶性低氣壓特報            | 下一熱帶氣旋                |
| 輕度颱風洛克                | 熱帶性低氣壓特報            | 輕度颱風谷超                |
| 交通部中央氣象局 颱風警報   |                             |                             |
| 輕度颱風海棠                | 海上颱風警報                | 輕度颱風谷超                |
| 輕度颱風海棠                | 陸上颱風警報                | 強烈颱風瑪莉亞              |

### 菲律賓
| 菲律賓大氣地球物理和天文服務管理局 風暴信號 | 菲律賓大氣地球物理和天文服務管理局 風暴信號 | 菲律賓大氣地球物理和天文服務管理局 風暴信號 |
| ------------------------------------------- | ------------------------------------------- | ------------------------------------------- |
| 上一熱帶氣旋                                | 一號風暴信號                                | 下一熱帶氣旋                                |
| 熱帶風暴海棠                                | 一號風暴信號                                | 強烈熱帶風暴帕卡                            |
| 颱風納沙                                    | 二號風暴信號                                | 強烈熱帶風暴帕卡                            |

### 香港
| 香港天文台 熱帶氣旋警告信號 | 香港天文台 熱帶氣旋警告信號 | 香港天文台 熱帶氣旋警告信號 |
| --------------------------- | --------------------------- | --------------------------- |
| 上一熱帶氣旋                | 一號戒備信號                | 下一熱帶氣旋                |
| 熱帶風暴洛克                | 一號戒備信號                | 強烈熱帶風暴帕卡            |
| 熱帶風暴洛克                | 三號強風信號                | 強烈熱帶風暴帕卡            |
| 強烈熱帶風暴苗柏            | 八號東北烈風或暴風信號      | 強颱風卡努                  |
| 颱風海鷗                    | 八號東南烈風或暴風信號      | 強烈熱帶風暴帕卡            |
| 熱帶風暴洛克                | 八號烈風或暴風信號          | 強烈熱帶風暴帕卡            |
| 強颱風韋森特                | 九號烈風或暴風風力增強信號  | 超強颱風山竹                |
| 強颱風韋森特                | 十號颶風信號                | 超強颱風山竹                |

### 澳門
| 地球物理暨氣象局 熱帶氣旋信號 | 地球物理暨氣象局 熱帶氣旋信號 | 地球物理暨氣象局 熱帶氣旋信號 |
| ----------------------------- | ----------------------------- | ----------------------------- |
| 上一熱帶氣旋                  | 一號風球                      | 下一熱帶氣旋                  |
| 熱帶風暴洛克                  | 一號風球                      | 強烈熱帶風暴帕卡              |
| 強烈熱帶風暴苗柏              | 三號風球                      | 強烈熱帶風暴帕卡              |
| 颱風尤特                      | 八號東北風球                  | 強烈熱帶風暴帕卡              |
| 颱風海鷗                      | 八號東南風球                  | 強烈熱帶風暴帕卡              |
| 颱風海馬                      | 八號風球                      | 強烈熱帶風暴帕卡              |
| 颱風韋森特                    | 九號風球                      | 超強颱風山竹                  |
| 颱風約克                      | 十號風球                      | 超強颱風山竹                  |

### 中國大陸
| 國家氣象中心 颱風預警信號 | 國家氣象中心 颱風預警信號 | 國家氣象中心 颱風預警信號 |
| ------------------------- | ------------------------- | ------------------------- |
| 上一熱帶氣旋              | 颱風藍色預警信號          | 下一熱帶氣旋              |
| 颱風納沙 熱帶風暴海棠     | 颱風藍色預警信號          | 颱風帕卡                  |
| 颱風納沙 熱帶風暴海棠     | 颱風黃色預警信號          | 颱風帕卡                  |
| 超強颱風海馬              | 颱風橙色預警信號          | 颱風帕卡                  |
| 超強颱風海馬              | 颱風紅色預警信號          | 超强台风玛莉亚            |

## 外部連結
| 太平洋颱風季             |
| 主題頁 - 專題 - 編輯指南 |

- （英文）颱風2000：各氣象部門對天鴿的預測路徑集合（页面存档备份，存于）
- （英文）美國太空總署：相關資料（页面存档备份，存于）
- （日語）日本氣象廳：數位颱風網資料（日文版（页面存档备份，存于）、英文版（页面存档备份，存于））、1713最佳路徑數據（日文版（页面存档备份，存于）、英文版）、2017年熱帶氣旋最佳路徑圖（日文版（页面存档备份，存于）、英文版（页面存档备份，存于））、2017年熱帶氣旋最佳路徑數據（页面存档备份，存于）、《2017年熱帶氣旋年刊》（页面存档备份，存于）
- （英文）美國聯合颱風警報中心：15W最佳路徑數據（页面存档备份，存于）、最佳路徑圖（页面存档备份，存于） （页面存档备份，存于）
- （英文）美國海軍研究實驗室：15W檔案（页面存档备份，存于）
- （简体中文）中國國家氣象中心：2017年熱帶氣旋最佳路徑數據（页面存档备份，存于）
- （繁體中文）臺灣交通部中央氣象局：颱風資料庫——、天鴿最佳路徑圖
- （繁體中文）中華民國行政院災害防救辦公室：106年8月17-23日災防周報 （页面存档备份，存于）
- （繁體中文）中華民國臺灣颱風洪水研究中心：國研院颱洪中心無人飛機颱風天鴿觀測 （页面存档备份，存于）
- （繁體中文）香港天文台：超強颱風天鴿報告 （页面存档备份，存于）、2017年8月熱帶氣旋概述（页面存档备份，存于）、2017年8月天氣回顧 （页面存档备份，存于）、實時天氣稿（8月20日 （页面存档备份，存于）－21日 （页面存档备份，存于）－22日 （页面存档备份，存于）－23日 （页面存档备份，存于）－24日（页面存档备份，存于））、天鴿襲港期間發出的八號或以上熱帶氣旋警告 （页面存档备份，存于）、天氣隨筆（「天鴿」的十號風球（页面存档备份，存于）、天鴿後的帕卡（页面存档备份，存于）、天文台的日與夜 – 十號風球 （页面存档备份，存于））、天鴿特輯 （页面存档备份，存于）、《2017熱帶氣旋年刊》 （页面存档备份，存于）
- （繁體中文）澳門地球物理暨氣象局：2017年熱帶氣旋年報：颱風天鴿
- （英文）菲律賓大氣地球物理和天文服務管理局：《2017年熱帶氣旋路徑年報》（页面存档备份，存于）